# Metro (Islandia)
Metro es una cadena de restaurantes de comida rápida de Islandia con sede en Reikiavik. Sus principales productos son las hamburguesas, las patatas fritas, el pollo y los refrescos. 
Reemplazó a McDonald's tras su salida de Islandia el 30 de octubre de 2009 como consecuencia de la crisis financiera islandesa de 2008-2011 y los elevados aranceles a los ingredientes importados. 
A diferencia de McDonald's, Metro utiliza ingredientes locales más económicos, lo que le permite vender sus productos a precios más bajos. Algunos productos originales de McDonald's están disponibles en Metro, junto con productos nacionales, y los menús que antes se usaban en McDonald's ahora están traducidos al islandés. 

## Historia

### McDonald's Islandia (1993-2009)

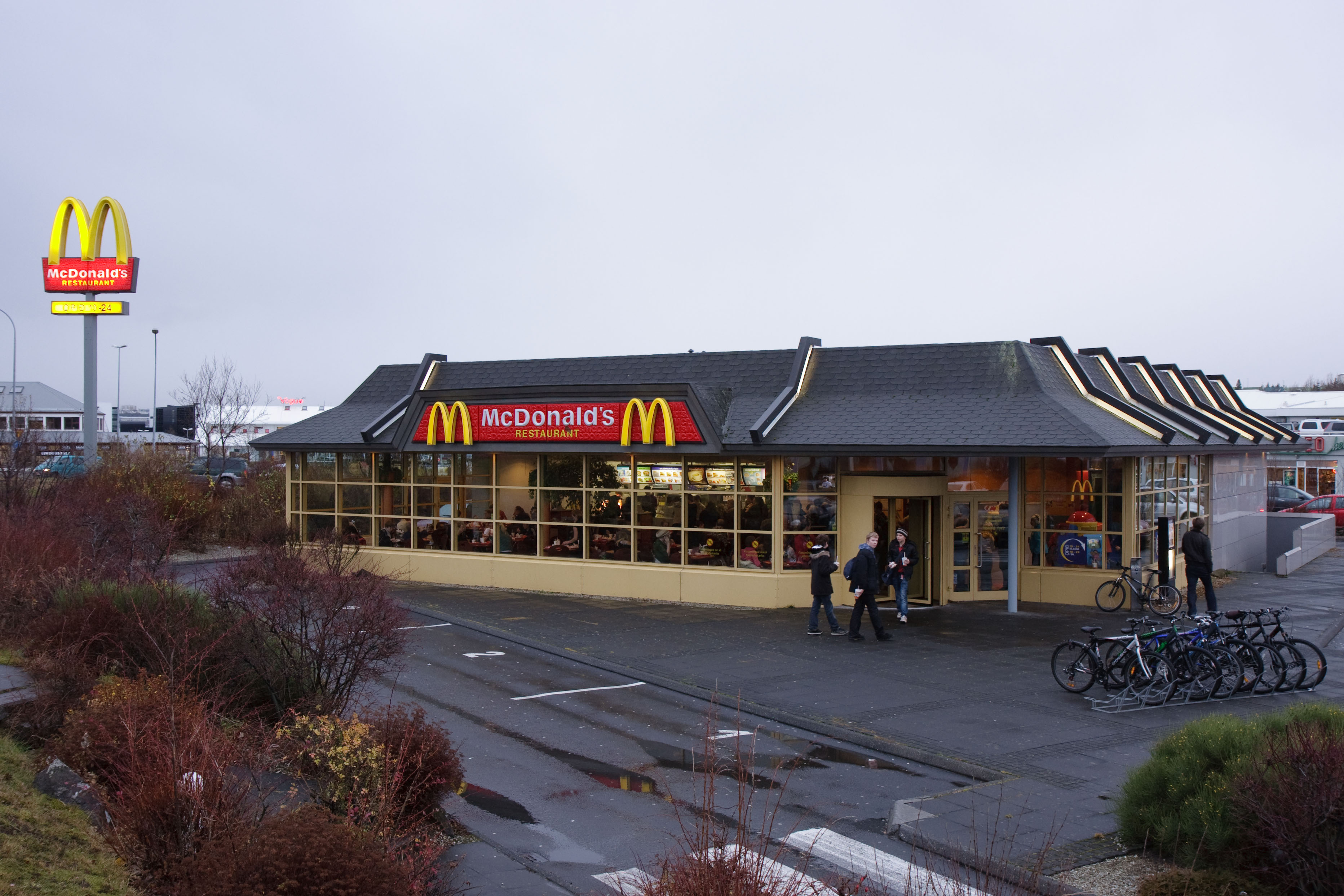
Uno de los tres restaurantes de McDonald's Islandia antes de su cierre.

McDonald's abrió su primer restaurante islandés en Reikiavik el 9 de septiembre de 1993 como respuesta al creciente auge económico del país. El entonces primer ministro de Islandia, Davíð Oddsson, se convirtió en el primer cliente islandés en pedir un Big Mac.
Antes de 2004, McDonald's dependía de la carne local de Islandia. Sin embargo, tras la escasez de carne local, McDonald's recurrió a la carne importada, especialmente de Alemania, hasta su cierre en 2009.
En 2008, Islandia sufrió una crisis financiera que debilitó la corona islandesa. Esto, sumado al alto arancel de importación impuesto a los bienes importados, provocó que el coste de los ingredientes clave aumentara. Un kilogramo de cebollas de Alemania costaba el equivalente a una botella de whisky. Esto hizo que el precio del Big Mac en Islandia aumentara de 650 coronas (4,56 euros) a 780 coronas (5,48 euros), convirtiéndose así en el Big Mac más caro jamás vendido en 2009, superando el precio de los Big Mac vendidos en Suiza y Noruega. El director gerente de Lyst Hr, Magnus Ogmundsson, quien administraba la franquicia de McDonald's en Islandia, decidió que no valía la pena aumentar el precio de sus productos para competir con otros restaurantes que usaban ingredientes de origen local. Por lo tanto, se decidió cerrar todas las operaciones de McDonald's en octubre de 2009, sin planes de revivir McDonald's Islandia en el futuro, siendo sustituidas por su propia franquicia, Metro.
Cuando se anunció el cierre el 26 de octubre de 2009, muchos clientes preocupados se apresuraron en aprovechar la oportunidad de último minuto para comer en McDonald's. Esto provocó que las ventas de McDonald's se dispararan, donde se vendieron más de 10.000 hamburguesas en un día y escasez de personal para manejar la gran cantidad de clientes. El Big Mac se agotó el 29 de octubre de 2009. La última sucursal de McDonald's cerró el 30 de octubre de 2009. En el momento del cierre, una hamburguesa costaba 230 coronas (1,61 euros). El último pedido de una hamburguesa y patatas fritas de McDonald's se vendió a una persona que ofreció donar estos alimentos al Museo Nacional de Islandia. Posteriormente, fueron trasladados a un albergue del sur de Islandia para su exhibición.

### Metro (Desde 2009)
El 1 de noviembre de 2009, Lyst Hr reabrió todas las antiguas sucursales de McDonald's en Islandia bajo la marca Metro. La nueva operación supuso el uso de ingredientes de origen local, mucho más económicos que los importados, conservando a 90 empleados que trabajaban en McDonald's antes del cierre, a la vez que se crearon 15 puestos de trabajo adicionales disponibles para los islandeses. Hasta el día de hoy, su menú conserva algunos de los menús originales del menú de McDonald's, además de productos nacionales. Sin embargo, los productos originales de los menús de McDonald's utilizados en Metro están traducidos al islandés.
En junio de 2010, Lyst Hr vendió Metro a otra empresa, Lífs og heilsu ehf, antes de que Lyst Hr se declarara en quiebra. Si bien la venta excluyó las deudas de la matriz anterior, la nueva matriz, esperaba que, tras la adquisición de Metro, la empresa pudiera ayudar a liquidar la deuda de Lyst Hr en su totalidad. Sin embargo, el aumento de las deudas de Lífs og heilsu ehf, provocó que esta se declarara en quiebra. Lífs og heilsu ehf vendió Metro a M-Veitingar ehf en enero de 2013.
En mayo de 2015, debido a las huelgas en la Asociación Veterinaria de Islandia, muchos restaurantes islandeses se vieron afectados por la escasez de carne, entre ellos Metro y KFC. Como resultado, Metro sustituyó temporalmente la carne de res por carne de cerdo en sus hamburguesas.
En 2019, uno de los restaurantes Metro de Reikiavik cerró. Desde entonces, Metro cuenta con 2 restaurantes en Islandia, uno en Reikiavik y otro en Kópavogur. Al igual que McDonald's, Metro ofrece servicio de drive-in, mesas en el interior y un espacio de recreación.

## Productos

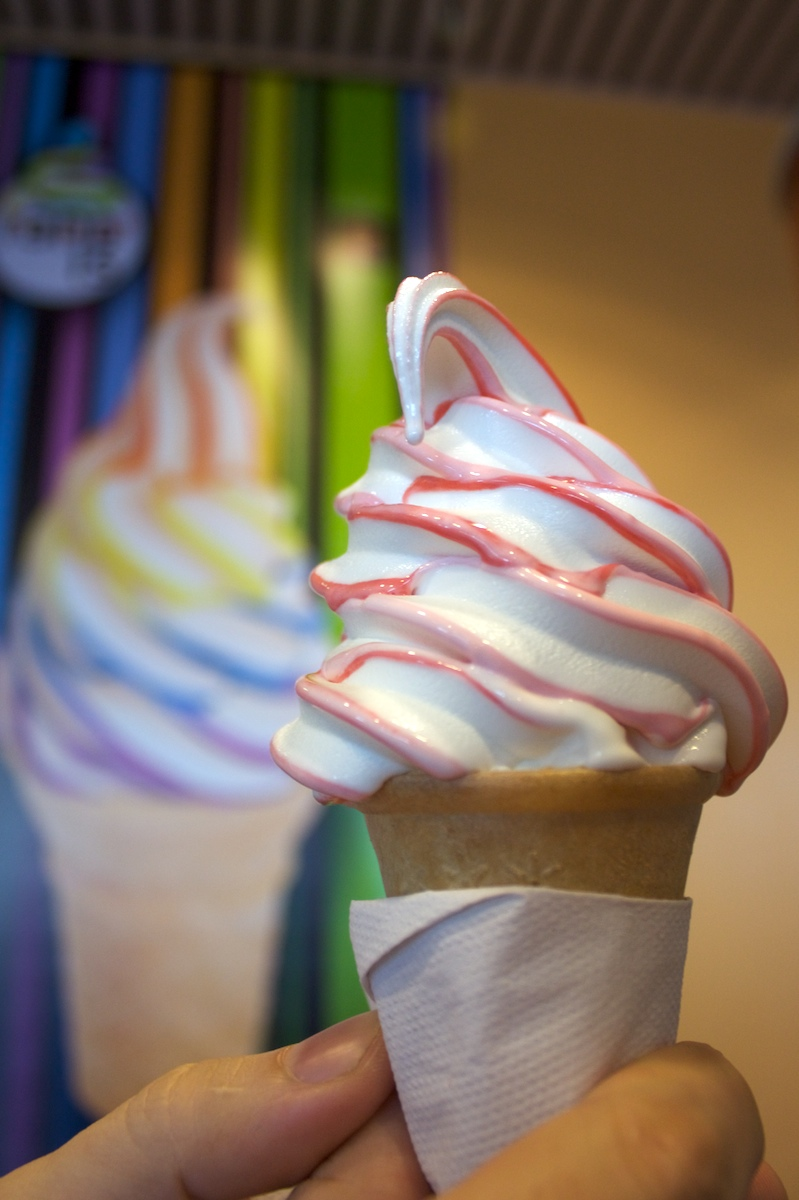
Randís, un helado ofrecido en Metro.

Metro vende, principalmente, hamburguesas, patatas fritas, pollo, nuggets de pollo, ensaladas y wraps. La cadena también ofrece acompañamientos como palitos de mozzarella, refrescos, batidos y fruta.
El producto estrella de Metro, Heimsborgari, es una hamburguesa equivalente al Big Mac de McDonald's.
Desde 2011, el menú se ha renovado para satisfacer las necesidades de los clientes preocupados por su salud, así como de los clientes habituales. El menú renovado incluye una nueva gama de ensaladas, como la ensalada César, así como la incorporación del naan como opción para los wraps. Además, Metro muestra a los clientes las calorías de todos los alimentos ofrecidos.
A pesar del compromiso de la empresa de utilizar ingredientes y materiales suministrados localmente, como verduras y carnes, algunos ingredientes como pan, queso y naan se importan del extranjero.

## Recepción
En el primer día de apertura del restaurante Metro, la recepción fue bastante positiva. Muchos clientes habían estado haciendo cola durante la apertura y también un número inusualmente alto de conductores hicieron cola en la sección de drive-in haciendo pedidos. Además, debido a la capacidad de la empresa para decidir el precio de los productos, así como ofrecer opciones de alimentos más saludables a los clientes preocupados por la salud, el negocio de Metro ha mejorado ligeramente.